# オリンピア (遊技機)

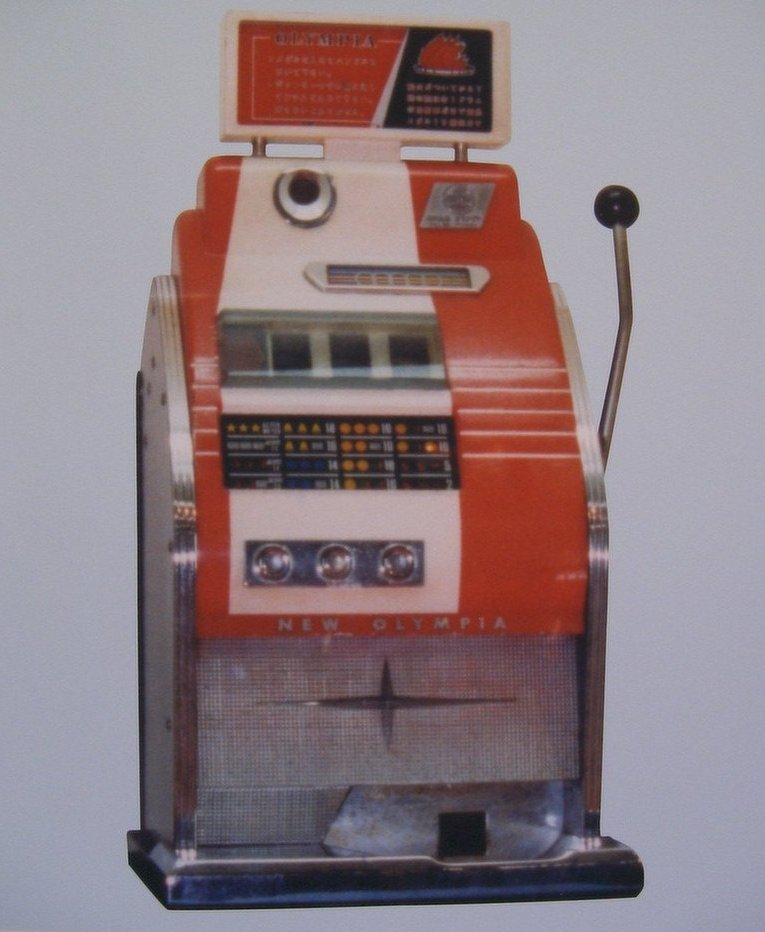
2002年に幕張メッセで開催された「パチンコ・パチスロ産業フェア02」において、「オリンピアマシン」としてパネル展示されたニュー・オリンピア。ペイアウトスケジュール表が本文説明と異なるのは、この画像がニュー・オリンピアのものだからではなく、何らかの理由で改造が施されているため。当時はこのような混乱が少なからずあった。

オリンピアは、かつて風俗第七号営業（現在の風俗第四号営業）に供することを目的に、既存のスロットマシンを流用して開発された遊技機。名称は、風俗営業での使用許可を取得した1964年に開催された東京オリンピックにちなむ。「オリンピアゲーム」や「オリンピアマシン」とも呼ばれるが、このうち後者は、正しくは1981年4月に当時の唯一の業界団体であった日本電動式遊技機工業協同組合（日電協）が定めた回胴式遊技機業界における正式名称 である。しかしこの正式名称は、少なくとも1985年10月までは、日電協が主催し新要件機（パチスロ1号機）が初めて紹介されたコンベンションの名称に「第3回オリンピアマシンショー」として使用されていた が、それ以降の使用例は確認できておらず、2017年現在では日電協も使用していない。

## 概要
オリンピアの原型となったスロットマシンは、現金を使用するうえに偶然から得喪を決定するゲームでもあることからギャンブルと見なされ、日本国内での営業が認められることが無かった。オリンピアは、これに回転するリールを任意に停めることができる押しボタン「スキル・ボタン」を装備することにより、技術介入の余地のある遊技であるとして、風俗第七号営業（当時。2016年6月23日の風営法改正後は風俗第四号営業にあたる。以下、同じ）の許可を得た もので、パチスロの元祖 である。
オリンピアの営業が始まった当初の遊技料金は、50円で専用のメダル6枚を借し出し、ゲームをやめるときに残ったメダルは1枚を8円に換算して、煙草などの景品との交換 が行われた。またオリンピアは、風俗第七号営業のみならず、メダルと賞品との交換ができないゲームセンターでも、メダルゲーム機として設置された。

## 歴史
ゲーム機器メーカーであるタイトー社（現在はバルテックがIPを保有）は、オリンピアは、自身の前身である太東貿易が、昭和35年（1960年）頃より準備を始め、昭和39年（1964年）に風俗第七号営業の許可を取り、愛知県の中日シネラマ会館で稼働したのが日本初との認識を示している。一方で、「オリンピアはセガ社（現在はサミーがIPを保有）が1965年に作った」とする説 もあるが、これについてタイトー社は「太東貿易が営業許可を得ると、これに便乗しようとする同業他社が現れ、当時の太東貿易の社長であったミハイル・コーガンは、自分が苦労して取得した許可であるのにと怒って、日本娯楽物産などに抗議するという一幕もあった」としている。ここで言及されている日本娯楽物産とは、後のセガ社の前身となった企業の一つである。この争議は、最終的にはセガとタイトーで共同販売会社のオリンピア社を設立し、セガが製造を担当、セガとタイトーで販売営業を分け合うということで決着した。なお、このオリンピア社は、現存するパチスロメーカーの株式会社オリンピアとは関係ない。
1965年には東京にオリンピア専門店ができ、それから1966年の暮れまでには全国に20軒が開店した。オリンピアはマスコミでも新しいレジャーとして取り上げられる など話題になり、これ以降も、ボーナスゲームをパチスロ史上初めて搭載した「ニュー・オリンピア」や、キャビネットを一新してオリンピックの聖火を模したパトライトをパチスロ史上初めて搭載した「オリンピア・マークIII」他を発売するなどシリーズ化も果たしたが、人気は長続きせず誕生から10年ほどで姿を消した。

## 遊び方（オリンピア・スターの場合）
メダルを1枚投入し、レバーを引くと、3本のリールが回転する。リールは約30秒間回転し続けるが、それまでにスキル・ボタンを押して任意のタイミングでリールを停めることができる。3本のリールが停止した時のシンボル（絵柄）の並び方により、メダルが2枚〜15枚払い出される。
窓から見えるシンボルは、3列、3段に並ぶ。シンボルが揃うとメダルが払い出されるペイラインは中央の1段に限られるが、スキーシンボルだけは例外で、いずれの段に出現しても中央の1段に出現されたものと見なされる。つまり、各列に3段のどこに出現しても良いということであるため、その組み合わせは3*3*3＝27通り存在する。

### リールに描かれているシンボルと役
3本ある各リールには20個のシンボルが描かれている。シンボルは、オリンピックにちなんだスキー、トーチ、自転車、馬術、ヨット、フェンシングの6種類。このうち、スキーとトーチは各リールに1つずつしか配置されていない。各シンボルの入賞条件とペイアウトスケジュールは以下の通り。
- スキー - 窓から見える箇所のどこでも3か所に出現するとメダル15枚が払い出される。
- トーチ - 中央に3つ並ぶとメダル15枚。
- 自転車 - 中央に3つ並ぶと10枚。ただし、右列のみトーチで代用できる。
- 馬術 - 中央に3つ並ぶと7枚。ただし、右列のみトーチで代用できる。
- ヨット - 左、及び中列の2か所に並ぶとメダル5枚。左列のみに出現するとメダル2枚。
- フェンシング - 右列にのみ出現する、役にはならないハズレのシンボル。

## 機種一覧
オリンピアは、第1号機であるオリンピア・スター以下、全4機種が生産された。
- オリンピア・スター - 1964年発売
- ニュー・オリンピア - 1966年発売
- オリンピア・マークIII - 1972年発売
- オリンピア・ゴールデン・スター - 1972年発売

### スペック
- オリンピア・スター

（セガ版とオリンピア社版で筐体のサイズなどが若干違うが、セガ版に準拠した）
- - 本体価格 - 35万円
  - 使用電源 - 100/110V、消費電力80W
  - 外形寸法 - 幅 42 cm × 高さ 80 cm × 厚さ 45 cm
  - 重量 - 60 kg
  - オリンピアマシンを設置するスタンド（45000円）などが純正オプションとして用意された。